# Тетрафобія

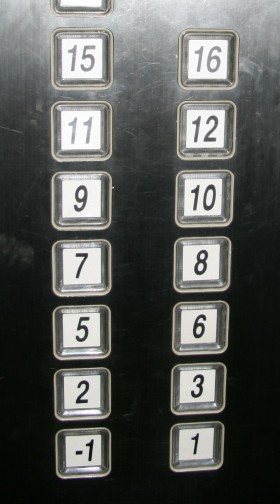
Ліфт у житловому будинку в Шанхаї. Поверхи 4, 13 та 14 відсутні

Тетрафобія (від дав.-гр. τετράς — «чотири» та φόβος — «страх») — ірраціональний страх перед числом 4, зазвичай вважається забобоном.
Цей забобон поширений в основному в країнах Східної Азії, таких як Китай, Японія і Корея. Причина виникнення фобії у вимові китайського ієрогліфа, що означає «чотири»: «Sì» (кит.: 四), майже ідентична, як і слова «померти» (кит.: 死), вони розрізняються тільки тонами. У корейській та японській мови ці слова з незначними змінами у вимові прийшли з китайської.
Забобон настільки поширений в цих країнах, що в лікарнях і громадських установах поверхи з номерами, що закінчуються на чотири майже завжди відсутні. Замовчування числа «чотири» прийнято і в колі сім'ї, особливо, коли один із родичів нездоровий. Номери мобільних телефонів, що закінчуються на чотири або мають багато четвірок у своєму складі коштують у операторів мобільного зв'язку набагато дешевше за інші.
Nokia не використовує цифру 4 в назвах моделей стільникових телефонів, призначених для азійських ринків.

## Схожі фобії
- Арифмофобія
- Тріскаідекафобія — боязнь числа 13.
- Гексакосіойгексаконтагексафобія — боязнь числа 666, так званого «числа звіра».